# Нефертари
Нефертари Мерит Мут (около 1300 – 1250 г. пр. Хр) е царица на Египет, една от най-красивите жени в световната история и съпруга на Рамзес II. Една от най-известните царици в Египет след Клеопатра VII, Нефертити, Хатшепсут и Меритатон. Тя е била Великата съпруга на фараона и е имала дейно участие в религиозния живот, вътрешната и външна политика на Египет.

## Биография
Нефертари става жена на Рамзес на 13-годишна възраст, когато Рамзес е на 15 години. Вероятно е имала 4 сина и 2 дъщери. Никой обаче от тях не е наследник на трона, тъй като умират млади. Води кореспонденция с хетската царица Путухепа, с която опитва да запази мира между двете страни.
Нито една друга царица не е прославяна толкова в надписи. В знак на безграничната си страст към нея Рамзес II издига два храма в Абу Симбел. Храмовете символизират единението на владетелската двойка. Големият храм е посветен на фараона – син на бога-слънце Ра, а малкият – на великата съпруга на Фараона Нефертари – превъплъщение на богинята на любовта Хатхор. А че е обичал много жена си, си личи и по размера на статуите при храма – фигурата на Нефертари е със същите размери като на Рамзес II, като се има предвид, че обикновено статуите на цариците стигат до коленете на тази на фараона.
Царицата на Двете земи е починала по време на освещаването на своя храм. Нейната декорирана гробница (с номер QV66) е образец на древноегипетското изкуство.